# کلیسای کالجی مریم مقدس، هدینگتون

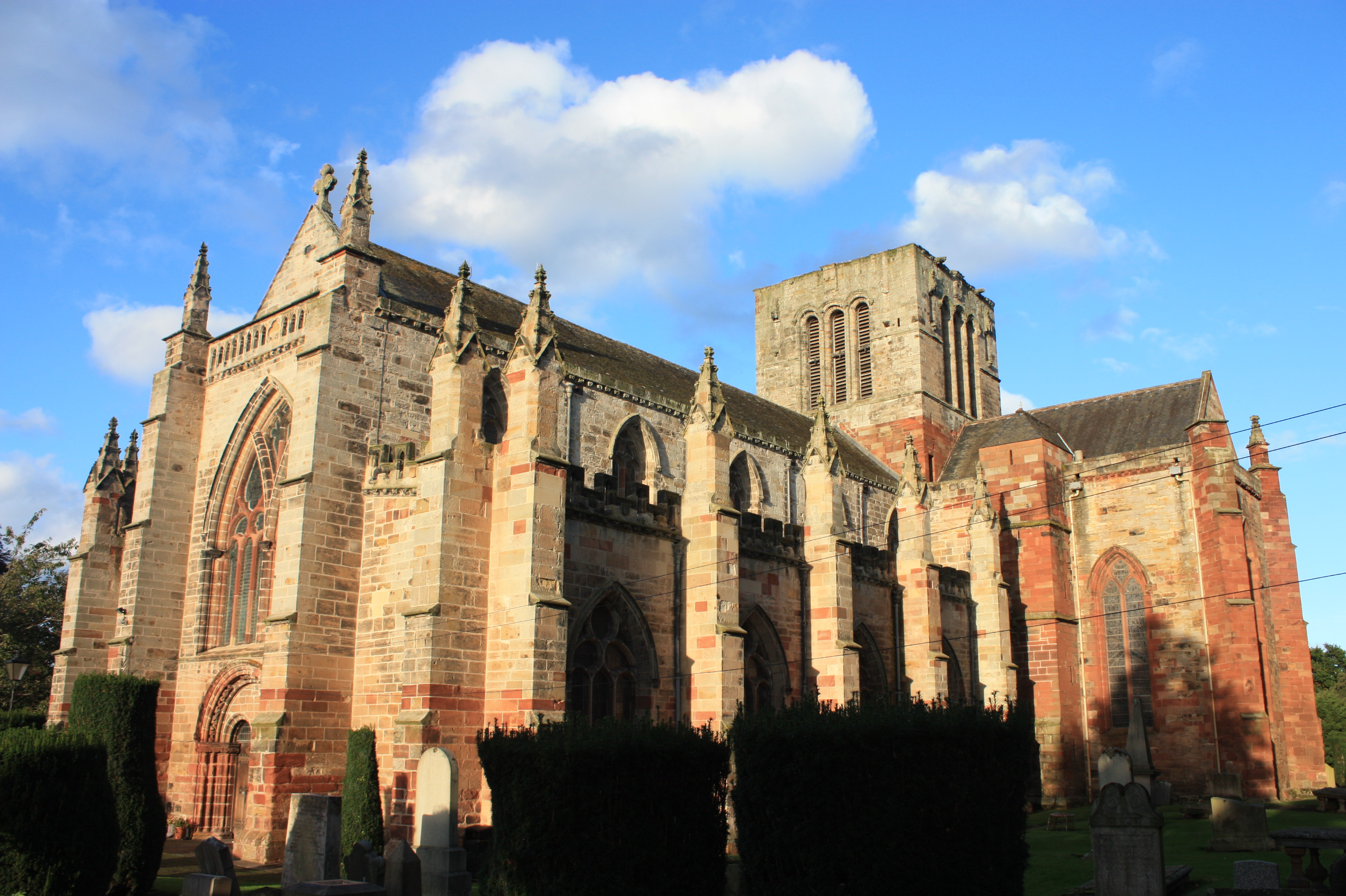
نمای جنوب غربی

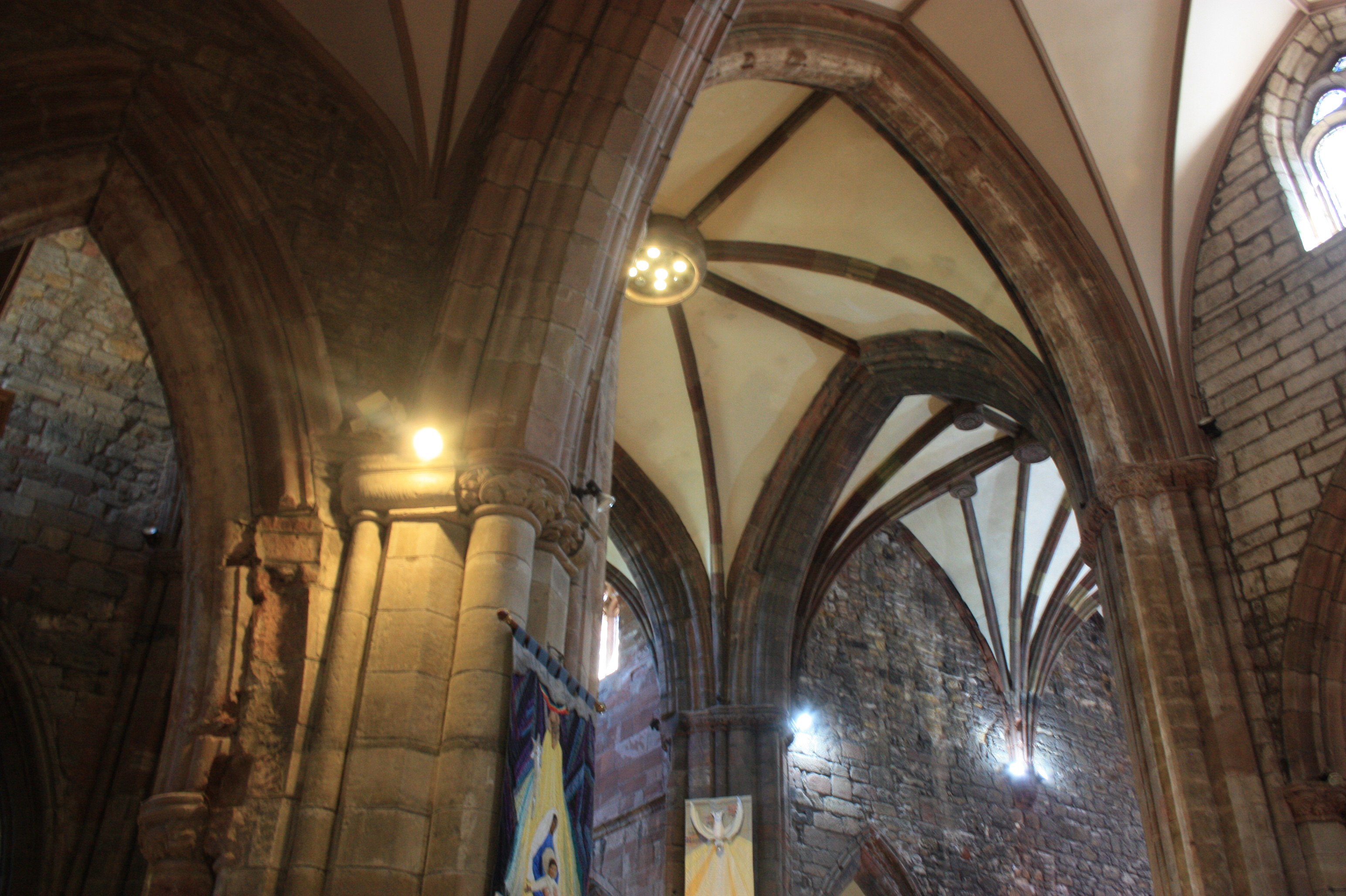
نمای داخلی

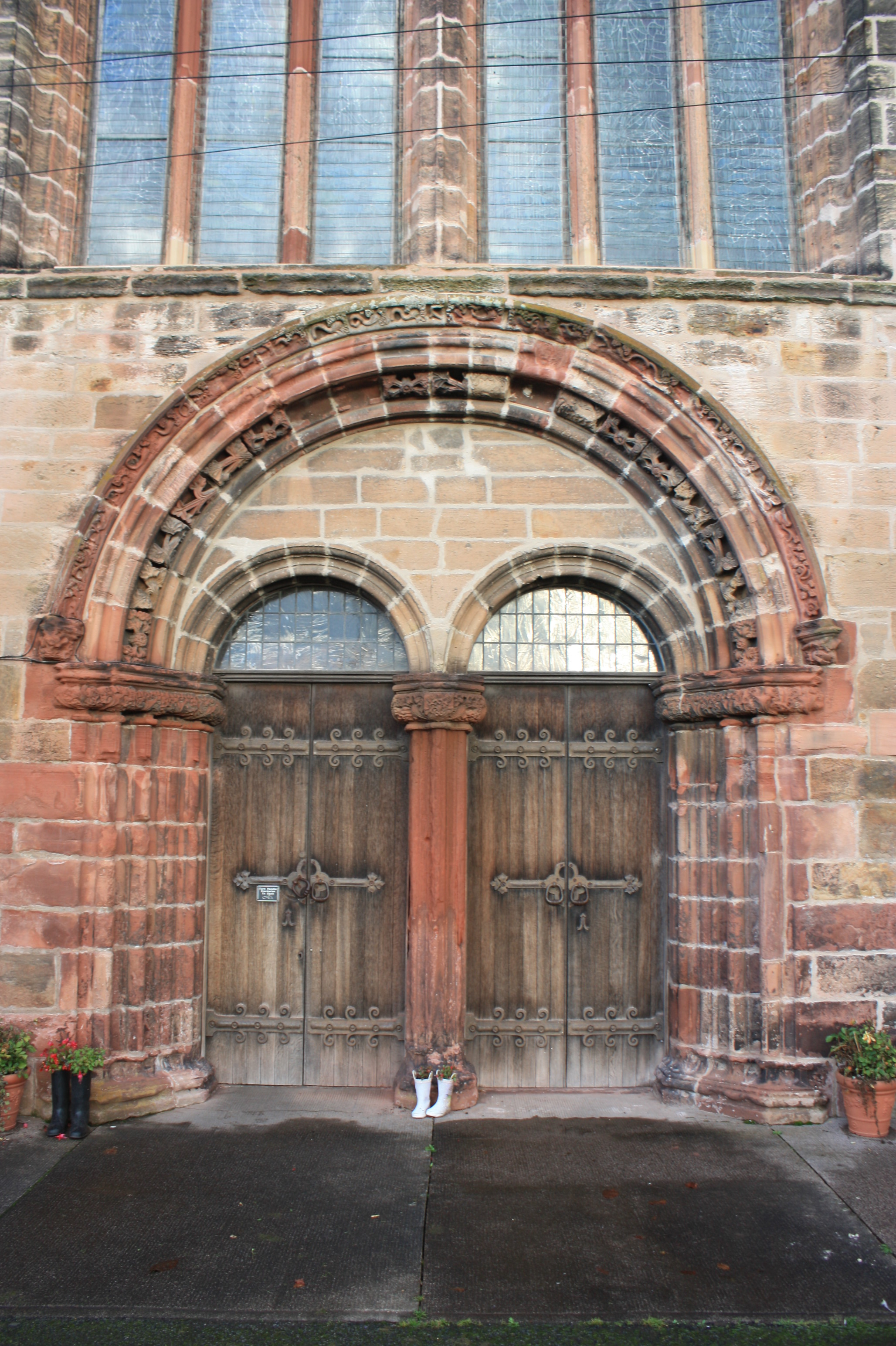
ورودی اصلی

کلیسای کالجی مریم مقدس (انگلیسی: St Mary's Collegiate Church, Haddington) یک کلیسای منطقه‌ای در هدینگتون، لوتیان شرقی اسکاتلند است. کار ساخت این کلیسا در ۱۳۸۰ میلادی آغاز شد و ساخت‌وسازها و بازسازی‌ها در آن تا به امروز ادامه داشته‌است. این بنا طولانی‌ترین کلیسا در اسکاتلند است و نمای از غرب تا شرق آن ۶۲٫۸ متر طول دارد. این بنا در شیوهٔ معماری گوتیک آغازین ساخته شده‌است.